# Stanisław Jordanowski
Stanisław Jordanowski (ur. 28 sierpnia 1914, zm. 24 lipca 1993) – żołnierz kampanii wrześniowej i Polskich Sił Zbrojnych, znawca polskiej sztuki, działacz polonijny i prezes Instytutu Józefa Piłsudskiego w Ameryce w latach 1983-1993.

## Życiorys
Urodził się 28 sierpnia 1914 w Wadowicach. Ukończył Szkołę Podchorążych Rezerwy Piechoty w Zambrowie, a później studia prawnicze na Uniwersytecie Jagiellońskim. Na stopień podporucznika został mianowany ze starszeństwem z 1 stycznia 1936 i 3050. lokatą w korpusie oficerów rezerwy piechoty.
Brał udział w kampanii wrześniowej a następnie przez Rygę wydostał się do Europy i 6 stycznia 1940 dotarł do Wielkiej Brytanii. Następnie udał się do Francji i brał udział w kampanii 1940 r.
Od 1943 przebywał w Londynie, gdzie przeszedł roczne przeszkolenie na kursie dyplomatyczno-konsularnym i pracował w Konsulacie RP w Londynie, a następnie w Sztabie Naczelnego Wodza. Należał do organizatorów Stowarzyszenia Polskich Kombatantów oraz Polskiego Ruchu Wolnościowego „Niepodległość i Demokracja”. 
W 1951 osiedlił się w Nowym Jorku w Stanach Zjednoczonych, pracował w American Title Insurance Company z czasem obejmując stanowisko wiceprezesa firmy. Był działaczem Stowarzyszenia Polskich Kombatantów w Stanach Zjednoczonych oraz Związku Polskich Federalistów w Stanach Zjednoczonych. Był także znawcą polskiej sztuki, w 1988 r. wydał w Nowym Jorku Vademecum malarstwa polskiego. 
Od 1977 zasiadał w Radzie Instytutu, a w latach 1983-1993 był prezesem Instytutu Piłsudskiego. Zmarł tragicznie w Hiszpanii 24 lipca 1993.